# Clemens Freitag
Clemens Freitag (* 24. Oktober 1883 in Heisingen; † 5. Dezember 1969 in München) war ein deutscher Maler. Er lebte als freier Künstler in München.

## Leben
Clemens Freitag erhielt seine künstlerische Ausbildung an der Kunstakademie in Düsseldorf. Von besonderer Bedeutung für die Wahl seines Sujets und Stils wurde der fast gleichaltrige Düsseldorfer Hochschullehrer und Seestückmaler Johann Dietrich „Jean“ Hendrichs (1882–1937). Freitag setzte seine Ausbildung in Berlin und München fort und lebte seit ca. 1912 in München.
Clemens Freitag gehörte in München der Künstlervereinigung „Der Bund“ an. Während des Ersten Weltkrieges hielt er sich in Oberbayern auf und hatte Kontakt zu dem Landschafts- und Jagdmaler Josef Schmitzberger (1851–1936).

## Ausstellungen
1924 und 1925 war  Freitag in der jährlichen Verkaufsausstellung im Münchener Glaspalast und 1938 mit dem Ölgemälde Sommer auf der Großen Deutschen Kunstausstellung in München vertreten. Hitler erwarb das Bild für 800 RM, das dann für die Ausschmückung der „Neuen Reichskanzlei“  verwendet wurde. Weitere Verkaufsausstellungen haben sicher stattgefunden, sind aber (noch) nicht nachgewiesen.

## Werke
- Am Strand. (verschollen), 1925, Maße unbekannt, Öl auf Leinwand
- In den Dünen. (verschollen), 1925, Maße unbekannt, Öl auf Leinwand
- Sommer. (ehemals Neue Reichskanzlei Berlin, verschollen), 1938, Maße unbekannt, Öl auf Leinwand
- Birken am Altwasser. (Sammlung Hansmann), o. J., signiert, 80 × 100 cm Öl auf Leinwand

Das Sujet der Landschaftsmalerei umfasst bei Freitag alpine Winterlandschaften mit und ohne Rotwild sowie Flusslandschaften mit Bäumen (hauptsächlich Birken) am Uferrand und variierend (Berg-)Hintergrund. Außerdem finden sich Motive von röhrenden Hirschen an einer Waldlichtung, oft positioniert an einem Bergbach.

## Bewertung
Die Werke Clemens Freitags stehen für die Sehnsucht der Menschen des 20. Jahrhunderts, sich die triste Alltags-Wohnwelt zu verschönen. Mit solchen Wohnzimmer-Bildern konnte der Betrachter wie aus einem Fenster blickend die reale Welt verlassen und die unberührte Natur, die göttliche Schöpfung, genießen. Von Kunstverständigen wird dieses Genre aus der Landschaftsmalerei als „Kitsch“ bezeichnet. Künstler haben dieses Bedürfnis zwar mit ihrem Schaffen bedient, werden aber – trotz handwerklichen Könnens – nicht als solche eingeschätzt. Clemens Freitag ‚produzierte‘ und ‚reproduzierte’ unabhängig von den wechselhaften politischen Verhältnissen (Weimarer Zeit, NS-Diktatur, Nachkriegszeit der BRD) für den sich ihm eröffnenden Markt. Seine traditionalistische Malweise sollte jedoch nicht als ‚Nazi-Kunst’ abgetan werden. Das NS-Regime war weniger an idealisierten Naturmotiven interessiert, denn an programmatischer Bildkunst, die „die ‚höhere Ziele‘ des Faschismus verherrlichen“ konnte.
Noch wichtiger für ein Verständnis über die „NS-Kunst“' sind jedoch die kulturellen Feindbilder, die bekämpft wurden. 1937 präsentierten die Machthaber in der Ausstellung „Entartete Kunst“, wen und was sie verfolgten, und alle jüdischen Künstler. Freitag gehörte weder zu den verfolgten noch zu den aufstrebenden Künstlern jener Zeit. Er vertrat beispielhaft jene Künstler, die sich dem „Geschmack“ der Kunst kaufenden Schichten anpassten, um davon zu leben.